# 天国のキッス
「天国のキッス」（てんごくのキッス）は、1983年4月27日にCBS・ソニーからリリースされた松田聖子の13枚目のシングル。規格品番：07SH 1289（レコード）。1989年には8cmCDとして、2004年には紙ジャケット仕様の完全生産限定盤12cmCDとして再びリリースされている。

## 制作

### 天国のキッス
聖子2作目の主演となった東宝映画『プルメリアの伝説 天国のキッス』の主題歌。
聖子の楽曲の作詞を多く手掛けていた松本隆の指名で、はっぴいえんど以来の盟友である細野晴臣が作曲に起用された。細野は当時YMOでテクノポップに取り組んでおり、本作においてもそれを反映した転調を繰り返す実験的なメロディを意図的に制作した。同じく聖子に多くの楽曲を提供していた松任谷由実は「技巧的な難曲」と評している。
前年に放送された日立製作所の企業CM ″Interface″（細野本人が出演）用に細野が制作したインスト曲がモチーフとして用いられた。
細野が当時在籍したYMOのシングル「君に、胸キュン。」が、本曲によってチャート1位を阻止されたという情報が散見されるが、それは誤りである（詳細は当該曲のページを参照）。リリース時期は近いが、本曲が初めて1位を獲得したのは5月16日のチャートであり、当該曲が最もヒットした期間とは若干ズレがある。そもそも、後述のように本曲自体も「真夏の一秒」と競り合っていたため、チャートにどこまで影響があったかを測るのは難しい。
松本は『佐野元春のザ・ソングライターズ』（NHK 2009年8月15日放送）において、「天国のキッス」が松田聖子プロジェクトにおける最高傑作であったと自認している。なお、最高傑作というのはその時々の気分によって変わるもので、別に断定したわけではないと、後にこの発言を補足している。
中音域の歌であるため、夜のヒットスタジオやザ・ベストテンを始めとする生演奏番組では、キーを上げて歌っていた。
レコーディングの際に録音された没テイクと思しき音源が動画サイトなどに流出しており、複雑な譜割りに苦労する様子が確認できる。
映画『プルメリアの伝説』のサウンドトラックに収録された「extra version」は、ボーカルは同じだが、サビの部分にコーラスが入るなど細かな違いがある。
2012年、南波志帆がカバー、NATURAL BEAUTY BASICのCM曲となった。同カバーは、同年4月11日にiTunesにて配信された。

### わがままな片想い
元々小池玉緒のために作られた曲で、「カナリヤ」というタイトルで録音もされていたがお蔵入りとなり、小池の希望により後に聖子が歌う事となった。原曲は小池の作詞だったが、松本によって改めて書かれた詞は原曲と重なる部分もある。小池による原曲版は後に¥ENレーベルのCD集『YEN BOX VOL.2』に収録された。

## チャート成績
近藤真彦の「真夏の一秒」と同日に発売となり、当時のトップアイドル同士の直接対決として話題を集めた。1983年5月9日付のオリコンチャートでは「真夏の一秒」が初登場1位を獲得、本作は2位と敗れた格好になった。ただし、翌週には逆転して本作が1位を獲得しており、累計売上枚数でも本作の方が上回っている。

## 収録曲
全作詞：松本隆／作曲・編曲：細野晴臣
1. 天国のキッス（3:57）
2. わがままな片想い（4:03）

## 関連作品
- 天国のキッス　
  - ユートピア
  - Seiko・plaza
  - Seiko Box
  - Seiko Monument
  - Bible II
  - Complete Bible
  - SEIKO SUITE
  - Best of Best 27 （13）
  - Premium Diamond Bible
  - Diamond Bible
  - SEIKO STORY〜80's HITS COLLECTION〜
  - Seiko Matsuda Hit Collection Vol.1
  - We Love SEIKO -35th Anniversary 松田聖子究極オールタイムベスト50Songs-
  - Seiko Matsuda Sweet Days
- 天国のキッス （extra version）
  - Seiko・Avenue
  - エトランゼ
- わがままな片想い　
  - Touch Me, Seiko
  - Complete Bible
  - イエローマジック歌謡曲
  - Seiko Matsuda Sweet Days

## カバー
天国のキッス
- オセロ (お笑いコンビ) / dj TAKA - beatmania IIDXにてカバー。
- 星野みちる - カバーアルバム『マイ・フェイバリット・ソングス』（2016年9月7日）に収録。
- 豊崎愛生 - アルバム『VOICE〜声優たちが歌う松田聖子ソング〜 Female Edition』（2020年12月9日）に収録。
- 南波志帆 - NATURAL BEAUTY BASIC CMソング（2012年）。

ノーランズ　英語詩